# لودوفيك مانيان
لودوفيتش ماغنين ، من مواليد 20 ابريل 1979 في لوزان في سويسرا ، لاعب كرة قدم سويسري.
يلعب مع نادي زيوريخ السويسري منذ عام 2010.
بدأ باللعب مع منتخب سويسرا لكرة القدم في عام 2000.

## مسيرته الكروية
لعب لودوفيك مانيان خلال مسيرته الاحترافية مع 5 أندية في ثمانية عشر موسمًا وسجل خلالها 9 أهداف ضمن 347 مباراة. حيث فاز في موسم واحد بالكأس وفي موسمين بالدوري.
خاض لودوفيك مانيان مسيرته مع يافردون سبور ‏ في موسم 1997–98 واستمر معه طيلة ثلاثة مواسم، مشاركًا في 96 مباراة سجل خلالها هدفين. ثم انتقل إلى نادي لوغانو في موسم 2000–01 ولمدة موسمين، حيث شارك في 47 مباراة ولم يسجل أي هدف. لينتقل بعدها إلى نادي فيردر بريمن في موسم 2001–02 ليلعب معه أربعة مواسم، مشاركًا في 45 مباراة سجل خلالها 4 أهداف. ثم انتقل إلى نادي شتوتغارت في موسم 2005–06 ليلعب معه خمسة مواسم، مشاركًا في 103 مباراة سجل خلالها هدفين. هذا وانتقل لاحقًا إلى نادي زيورخ في موسم 2009–10 ليلعب معه أربعة مواسم، مشاركًا في 56 مباراة سجل خلالها هدفًا واحدًا.

## روابط خارجية
- لودوفيك مانيان على موقع الاتحاد الدولي (مؤرشف)  (الإنجليزية)
- لودوفيك مانيان على موقع الاتحاد الأوربي (الإنجليزية)
- لودوفيك مانيان على موقع قاعدة بيانات كرة القدم.إي يو (الإنجليزية)
- لودوفيك مانيان على موقع بيانات كرة القدم. دي إي (الألمانية)
- لودوفيك مانيان على موقع ناشيونال فوتبول تيمز (الإنجليزية)
- لودوفيك مانيان على موقع عالم كرة القدم.نت (الإنجليزية)